# Olivaichthys viedmensis
Olivaichthys viedmensis és una espècie de peix de la família Diplomystidae i de l'ordre dels siluriformes.

## Morfologia
- Els mascles poden assolir 32,4 cm de longitud total.
- Nombre de vèrtebres: 41-43.[4][5]

## Hàbitat
És un peix d'aigua dolça i de clima subtropical.

## Distribució geogràfica
Es troba al sud de Sud-amèrica: riu Negro i els seus afluents a l'Argentina.